# Миронівська вулиця (Київ)
Миро́нівська вулиця — вулиця в Солом'янському районі міста Києва, місцевість Новокараваєві дачі. Пролягає від вулиці Комбайнерів до вулиці Героїв Севастополя.
Прилучаються вулиці Августина Волошина, Чернівецька, Івана Піддубного і Чернишевського.

## Історія
Вулиця утворилася у 50-ті роки XX століття під назвою 429-а Нова, з 1944 року — Замкнута. Сучасна назва — з 1955 року, на честь міста Миронівка на Київщині.